# 尚美ミュージックカレッジ専門学校
尚美ミュージックカレッジ専門学校（しょうびミュージックカレッジせんもんがっこう　英語 SHOBI College of Music）は、東京都文京区にある音楽・エンタテイメント分野の専門学校。

## 沿革
- 1926年 - 音楽家の赤松直が私塾『尚美音楽院』を開設。
- 1954年 - 音大受験科開設。
- 1959年 - 『尚美高等音楽学園』（各種学校）認可。
- 1967年 - 学校法人尚美高等音楽学園として認可。
- 1972年 - 学校法人尚美学園、『尚美高等音楽学院』へ改称。
- 1974年 - 財団法人音楽教育研究所が移管される。
- 1976年 - 専修学校制度発足に基づき、『尚美高等音楽学院』が専門学校として認可。ディプロマコースを開設。
- 1983年 - 音楽音響マスコミ専門課程を設置。財団法人音楽教育研究所を改組し、財団法人日本音楽教育文化振興会を設立。
- 1984年 - 『東京音楽音響マスコミ専門学院』を設置。
- 1985年 - 『尚美高等音楽学院』を『東京コンセルヴァトアール尚美』へ、『東京音楽音響マスコミ専門学院』を『東京音楽音響ビジネス専門学院』へ改称。
- 1989年 - 『東京音楽音響ビジネス専門学院』を『東京音楽音響ビジネス専門学校』へ改称。
- 1991年 - 『東京コンセルヴァトアール尚美』と『東京音楽音響ビジネス専門学校』を統合し、『東京コンセルヴァトアール尚美』へ改称。
- 1998年 - 『東京コンセルヴァトアール尚美』を『専門学校東京ミュージックアンドメディアアーツ尚美』へ改称。
- 2003年 -  旧校舎の隣にある本郷税務署の跡地（文京区本郷四丁目）に新校舎『アルテスク』を建設。
- 2010年 - 『専門学校東京ミュージックアンドメディアアーツ尚美』を『尚美ミュージックカレッジ専門学校』へ改称。
- 2026年 -  創立100周年を迎える。

## 設置学科

### 2年制
- ヴォーカル学科
  - ヴォーカル専攻
- プロミュージシャン学科
  - シンガーソングライター専攻
  - バンドヴォーカル専攻
  - ギター専攻
  - ベース専攻
  - ドラム専攻
  - キーボード専攻
- アレンジ・作曲学科
  - ソングライティング専攻
  - 映像音楽専攻
  - エレクトロニックミュージック専攻
- パフォーミングアーツ学科(2026年新設)
  - プロダンサー専攻
  - ミュージカル専攻
  - 声優俳優専攻
  - 演出・制作専攻
- エンタテインメントスタッフ学科(2026年新設)
  - 音響コース
  - 照明コース
  - 映像・メディア制作コース
  - ライブ制作コース
  - A&Rマネージメントコース
- エンタテインメントHR学科(2026年新設10月開講)
  - マネージメントスタッフコース
  - テクニカルスタッフコース
  - クリエイティブスタッフコース
- ジャズ・ポピュラー学科
  - プレイヤー専攻
  - プレイ&プロデュース専攻
- 管弦打楽器学科
  - 管弦打楽器専攻  （フルート / オーボエ / クラリネット / バスクラリネット / ファゴット / サクソフォーン / トランペット / ホルン /  トロンボーン / ユーフォニアム / テューバ / ヴァイオリン / ヴィオラ / チェロ / コントラバス / ハープ / 打楽器）
  - 吹奏楽・マーチング指導者専攻  （フルート / オーボエ / クラリネット / バスクラリネット/ファゴット / サクソフォーン / トランペット / ホルン/ トロンボーン / ユーフォニアム / テューバ / コントラバス / 打楽器 / カラーガード）

### 4年制
- 音楽総合アカデミー学科
  - ヴォーカルコース
    - ヴォーカル専攻

  - アレンジ・作曲コース
    - アレンジ・作曲専攻

  - ピアノコース
    - ピアノ専攻

  - 電子オルガンコース
    - 電子オルガン専攻

  - ジャズ・ポピュラーコース
    - ギター専攻
    - ベース専攻
    - ドラム&パーカッション専攻
    - ピアノ&キーボード専攻
    - サクソフォーン専攻
    - トランペット専攻
    - トロンボーン専攻
    - ジャズヴォーカル専攻

  - 管弦打楽器コース
    - フルート専攻
    - オーボエ専攻
    - クラリネット専攻
    - バスクラリネット専攻
    - ファゴット専攻
    - サクソフォーン専攻
    - トランペット専攻
    - ホルン専攻
    - トロンボーン専攻
    - ユーフォニアム専攻
    - テューバ専攻
    - ヴァイオリン専攻
    - ヴィオラ専攻
    - チェロ専攻
    - コントラバス専攻
    - ハープ専攻
    - 打楽器専攻

### 附帯教育
- コンセルヴァトアール ディプロマ科
  - 管打楽器専攻 （フルート / オーボエ / バスーン / クラリネット / サクソフォーン / ホルン / トランペット / トロンボーン / ユーフォニアム / テューバ / パーカッション）

附帯教育は募集要項によると「入学資格」を「音楽大学以上を卒業または同等の実力を有する者で、音楽家として各分野にその道を求める者」としている。

### 廃止・再編学科・コース
- 受験科コース（1982年度以前）
- 専攻科コース（1982年度以前）
- 基本科コース（1984年度まで）
- 基礎コース（1987年度まで）
- ポップスコンテンポラリー学科（2年制）
- 音響・映像学科 (2年制)
- ピアノ・電子オルガン学科 (2年制)
- 電子オルガン学科 (2年制)
- エンタテインメントビジネス創造学科 (3年制)
- コンピューターミュージック学科（2年制)
- ミュージックビジネス学科（2026年より音響・映像・照明学科と再編、エンタテインメントスタッフ学科へと名称変更）
  - コンサート・ライブ制作専攻
  - CD・音楽制作専攻
  - プロダクションマネージメント専攻
  - マスコミ・ライター専攻

- 音響・映像・照明学科（2026年よりミュージックビジネス学科と再編、エンタテインメントスタッフ学科へと名称変更）
  - コンサートPA専攻
  - レコーディング専攻
  - 映像制作専攻
  - 照明専攻

## 施設・設備
- 尚美バリオホール - 最大346名収容。可変式ステージ[1]。
- スタジオブーカ - 最大200名収容。各種イベントに使用できる多目的ライブスタジオ[1]。
- スタジオルーチェ - 最新鋭の音響・照明機材を備えたライブハウス。[1]。

## 著名な出身者

### 俳優
- 岡田亮輔
- 松下洸平
- 岡本悠紀
- 生島稜大
- 泉陸
- 青山瑠里
- 渡来美友
- 平田薫
- 姫本梨央
- 酒井紫音
- 加藤あゆみ
- 大澤えりな
- 中村ひかり
- 佐藤友里江(劇団四季)
- 宮澤聖礼(劇団四季)
- 若山展成(劇団四季)
- 佐々木陽菜(劇団四季)
- 馬場杏奈
- 濱嶋紗穂里

### 声優
- 安斉一博[2]
- 大須賀純
- 小原雅一
- 井ノ上奈々
- 藤村歩
- 生天目仁美
- 吉村那奈美
- 光吉熙哲
- 落合撤
- 大谷理美
- 白川周作
- 青木紀子
- 井上拓真
- 天利萌音
- 宮崎聡
- 西健太
- 金子哲平
- 立岡耕造

### ダンサー・パフォーマー
- 赤澤かおり
- 井出恵理子
- 上條史織
- 片原香桜里
- 田口恵那
- 松ケ谷ほのか
- 渡邉南
- 田湯由華
- 横田圭亮
- 小出里英子
- 松浦萌衣
- 宮尾颯
- 三瓶賢人

### 作曲家
- 川井憲次（中退）
- 鎌田雅人
- ただすけ
- 野中“まさ”雄一
- 広瀬勇人
- 高梨康治
- 佐宗綾子
- 桐岡麻季
- 睦月周平
- 宮野弦士
- 芳賀傑
- 松枝賀子
- ジャイテープ・ラーロンジャイ
- KOHTA YAMAMOTO
- 末廣健一郎

### バンド・ミュージシャン・シンガー
- クラムボン
- ピストルバルブ
- MAY'S
- ハナレグミ（ex.SUPER BUTTER DOG）
- 山崎ゆかり （空気公団）
- ハヤシヒロユキ （POLYSICS）
- 大山百合香
- 櫛引彩香
- Tina
- 井上侑
- 大原ゆい子
- せきずい
- ピエール中野 （凛として時雨)
- 山中綾華 （Mrs.GREEN APPLE)
- 白井眞輝 （［Alexandros］)
- GTP
- LACCO TOWER

- 河村隆
- 高田いちえ
- 片山義美（中退）
- 鈴木佐和子(SAWA2)
- 日野元彦
- ゆめ （コドモドラゴン）
- はかまだ卓  (サード・クラス)
- あたらよ
- 麗（チョーキューメイ）
- こうへい（セカンドバッカー）
- なめちゃん（ウルトラ寿司ふぁいやー）
- CheChe
- 須藤優（ベーシスト）
- 琴音
- 米澤美玖
- 冨田洋之進（Omoinotake)
- So Kanno（BREIMEN)
- 松浦千昇

### その他
- 藤本淳 - 音響監督
- 小林ゆき - モーターサイクルジャーナリスト
- 平澤隆司 - 美容師
- 土屋瞳 - 構成作家、脚本家
- ミズノゲンキ - 作詞家
- 蝶花楼桃花 - 落語家
- 深谷晃祐 - 政治家、多賀城市市長
- 高森浩二 - ディスクジョッキー・ナレーター・講師
- 村田昭 - キーボーディスト・編曲家・作曲家・マニピュレーター・音楽プロデューサー

## 過去に在籍した著名な教員
- 嵐野英彦 - 作曲家
- 柴田南雄 - 作曲家
- 西村朗 - 作曲家
- 嶋津武仁 - 作曲家
- 松平頼暁 - 作曲家
- 村田和人 - 歌手・作曲家・編曲家・プロデューサー